# Bandera d'Alcoi
L'estendard d'Alcoi o Bandera Gran de Sant Jordi és la bandera oficial d'Alcoi, municipi del País Valencià i capital de la comarca de l'Alcoià. Té la següent descripció:
| « | Bandera de proporcions 2:3. De groc, quatre faixes roges, al centre dos escuts medievals. Al primer, d'atzur la figura de sant Jordi del natural. Al segon, l'escut de la ciutat. Somats de la corona reial oberta. | » |

## Història
La bandera va ser oficialitzada per unanimitat del ple de l'Ajuntament el 25 de novembre de 2005, després de vint anys d'ús corporatiu per part de l'Ajuntament d'Alcoi. El 2009, va ser aprovada definitivament per Resolució de 27 de gener del vicepresident i conseller de Presidència, i publicada al DOCV núm. 5.954 de 13 de febrer.
Hi ha referències d'aquesta senyera ja l'any 1509 en substitució de la bandera reial usada des de 1447. Se sap que en els primers temps el sant Jordi a cavall només figurava com a cimera. El 1564 es confecciona una bandera de camp per a les milícies locals. Amb data de 23 d'abril de 1582 s'estrena una nova bandera en la que per primera vegada apareix el sant Jordi sobre el drap de la bandera. L'any 1724 es confecciona una bandera blanca amb l'escut dels Borbó i l'escut de la ciutat als quatre angles després de capitular Alcoi a les forces borbòniques. L'antic estendard local, això no obstant, es va exhibir en la proclamació de Ferran VI en 1746 i a la proclamació d'Isabel II en 1833 així com amb en els actes celebrats el 23 d'abril. El 13 d'abril de 1840 el Capítol decideix la seua venda. El disseny no va ser recuperat fins a la dècada de 1980.

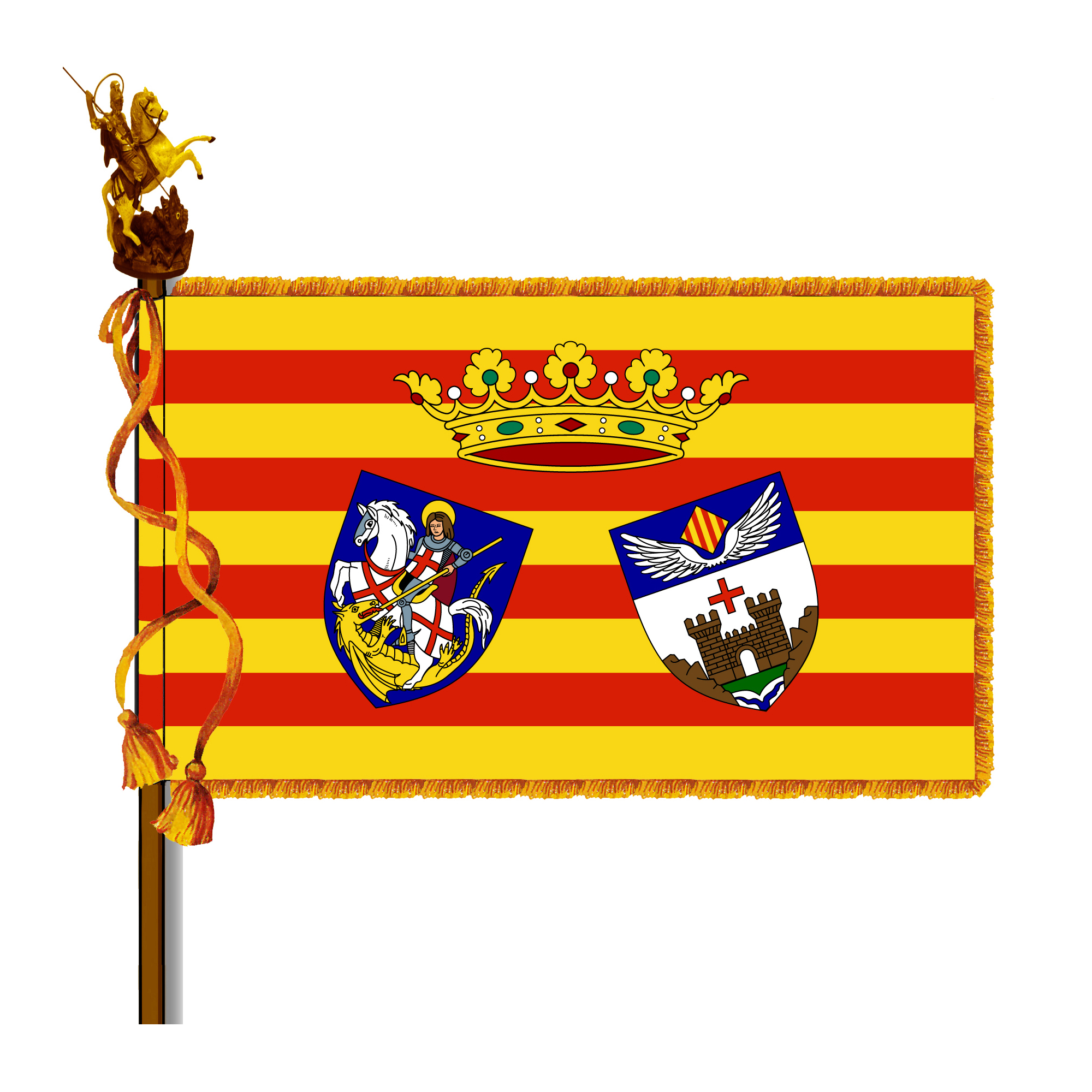
La històrica Bandera Gran de Sant Jordi era la versió de gala usada per a les processons del dia de Sant Jordi i les del Corpus Christi, la qual portava el Justícia de la Vila.

## Dades tècniques
- Descripció: La bandera consisteix en quatre barres roges en sentit horitzontal sobre fons groc i al centre les armes reials i les primitives de la vila amb la figura de Sant Jordi i la Corona Reial timbrant tot el conjunt.
- Proporcions: La bandera 2:3 El conjunt heràldic unes 3/4 parts de l'ample o alçària de la bandera.
- To dels colors: El roig és carmesí. El groc és fort, l'or heràldic. El blau dels rius, del camper de l'escut de Sant Jordi i del camper de les armes reials, és atzur. La creu és roja. El camper de les armes de la vila, les ales i el cavall i roba de Sant Jordi són blancs, del color de la neu. Les torres són marró castany i el drac d'or. La cimera o figura de Sant Jordi que remata l'asta, de color or vell, daurada.
- Descripció dels escuts:
- 1. Escut de Sant Jordi: En camper d'atzur la imatge de Sant Jordi amb armadura d'argent sobre un cavall blanc, el drac d'or.
- 2. Escut de la vila: En camper d'argent una porta de muralla del seu color sumada d'una creu de gules i atalussada d'un terreny de sinople vorejat per dos rius que conflueixen a la punta. La porta i els rius acostats de dues serres muntanyoses de llur color; camp d'atzur amb un cairó de quatre pals de gules sobre or acompanyat a sota per un vol d'argent"[2][5]